# Пашнево (Московская область)
Пашнево — деревня в Орехово-Зуевском муниципальном районе Московской области. Входит в состав сельского поселения Белавинское. Население — 21 чел. (2010).

## Расположение
Деревня Пашнево расположена в восточной части Орехово-Зуевского района, примерно в 24 км к юго-востоку от города Орехово-Зуево. Высота над уровнем моря 137 м.

## История
До отмены крепостного права в селе проживали преимущественно священно-церковнослужители. После 1861 года село вошло в состав Петровской волости Егорьевского уезда.
В 1926 году село входило в Дорофеевский сельсовет Красновской волости Егорьевского уезда.
До 2006 года деревня Пашнево входила в состав Белавинского сельского округа Орехово-Зуевского района.

## Население
В 1885 году в селе проживало 55 человек, в 1905 году — 52 человека (23 мужчины, 29 женщин), в 1926 году — 63 человека (34 мужчины, 29 женщин). По переписи 2002 года — 20 человек (9 мужчин, 11 женщин).
| 1885 | 1905 | 1926 | 2002 | 2006 | 2010 |
| ---- | ---- | ---- | ---- | ---- | ---- |
| 55   | ↘52  | ↗63  | ↘20  | ↗22  | ↘21  |